# Кастера Лектуроа
Кастера Лектуроа (фр. Castéra-Lectourois) насеље је и општина у јужној Француској у региону Миди Пирене, у департману Жерс која припада префектури Кондом.
По подацима из 2011. године у општини је живело 315 становника, а густина насељености је износила 16,7 становника/km². Општина се простире на површини од 18,86 km². Налази се на средњој надморској висини од 260 метара (максималној 203 m, а минималној 64 m).

## Демографија
| 1962. | 1968. | 1975. | 1982. | 1990. | 1999. | 2011. |
| ----- | ----- | ----- | ----- | ----- | ----- | ----- |
| 232   | 307   | 245   | 223   | 241   | 296   | 315   |

График промене броја становника у току последњих година